# Lacunar

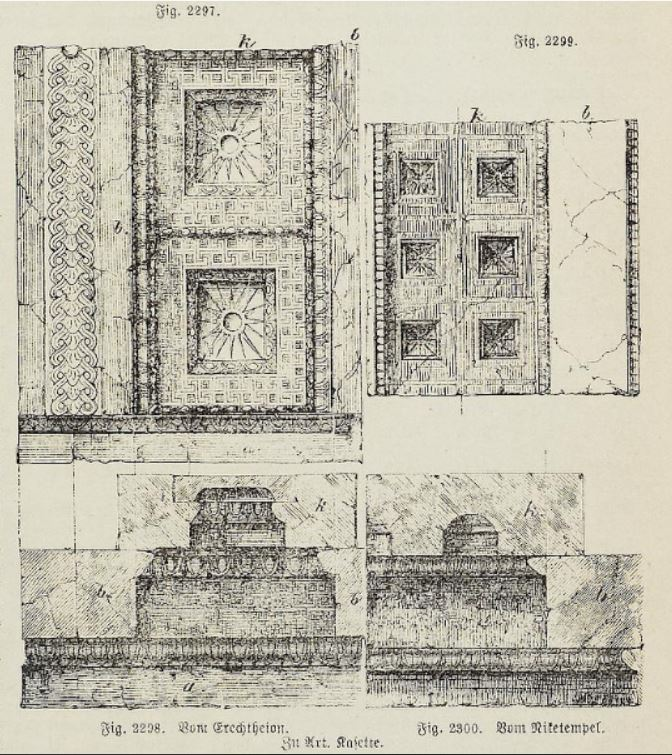
Steinerne Kassettendecken des Parthenon und des Niketempels auf der Akropolis

Lacunar (lateinisch „getäfelte Decke“, Ita. „lacunari“ oder „cassettone“, Pl. „cassettoni“), im Griechischen Phatnoma (φάτνωμα) bezeichnet in der Architektur der Antike das vertiefte Feld einer steinernen Kassettendecke. Lacunar bezeichnet die einzelne Kassette, Lacunaria die Kassettendecke (entsprechend φατνῶματα Phatnomata im Griechischen).

## Beschreibung und Verwendung
Das Kassettenfeld wird meist von Zierleisten, Karniesen, Kymatien usw. gerahmt und mit Ornamenten, Rosetten, Gemälden oder Reliefs geschmückt. Der verbindende Deckstein ist das Kalmnation und zu Verminderung der Steinlast ausgehöhlt.
Diese Art der Kassettendecke galt ursprünglich nur im griechischen Tempelbau für die hölzerne Cella-Decke und wurde später (etwa in den Tempel-Umgängen) in Stein nachgebildet. Ein Beispiel ist der Parthenon, wo die Kassetten 3,43 × 1,26 Meter messen und 3½ Tonnen wiegen.

Von den Römern wurden Kassettendecken beim Bau von Gewölben, Bögen und Kuppeln (zum Beispiel die Kuppel des Pantheon) oder der Vorhalle des Mausoleum des Diokletian in Split übernommen.

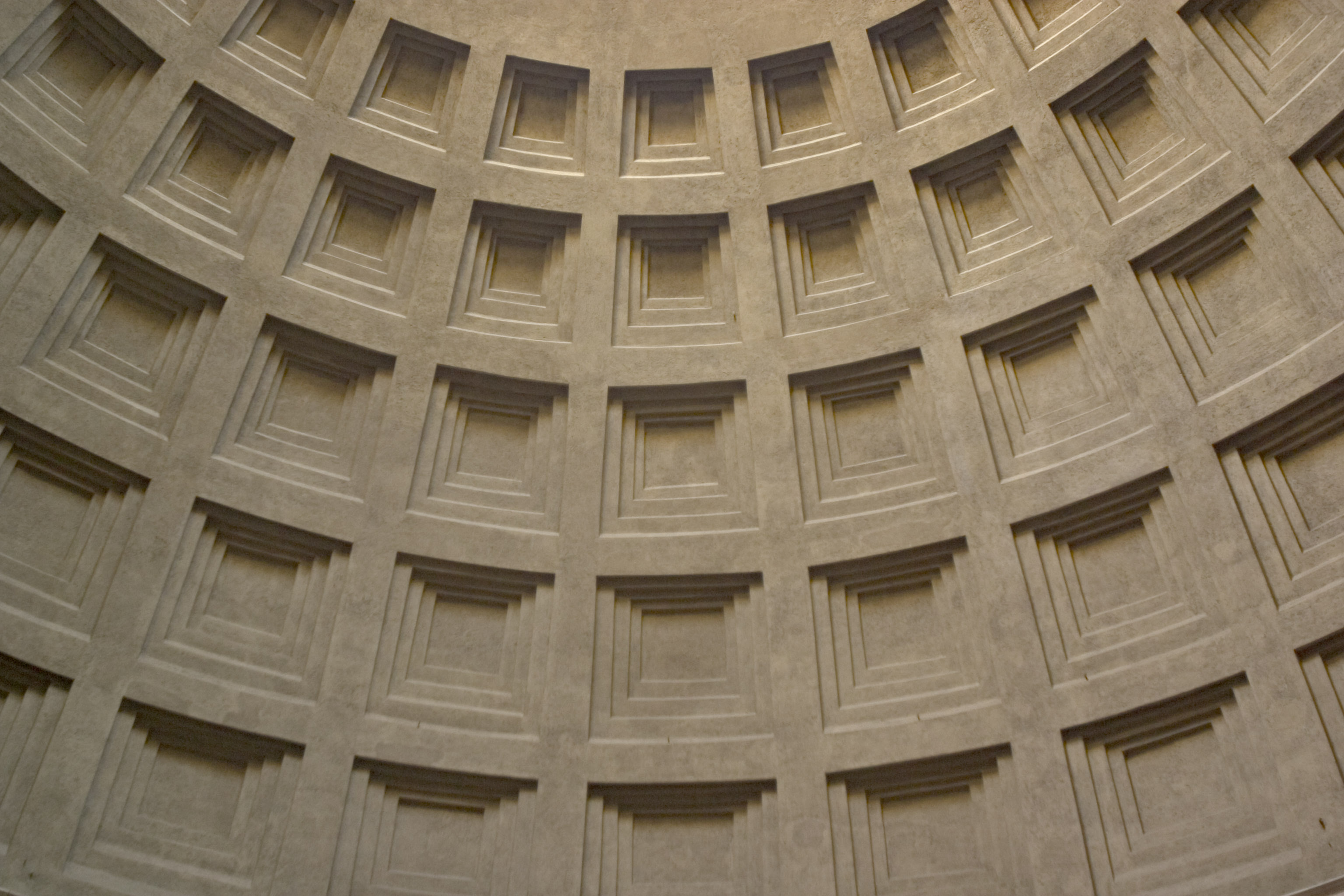
Kassettendecke im Pantheon des Hadrian in Rom

## Weitere Bedeutung
Vitruv erwähnt außerdem (de architectura 9.8.1) eine von einem gewissen Skopinas aus Syrakus erfundene Uhr – plinthium sive lacunar, offenbar eine in einem rechteckigen Rahmen befestigte Sonnenuhr.

## Literatur

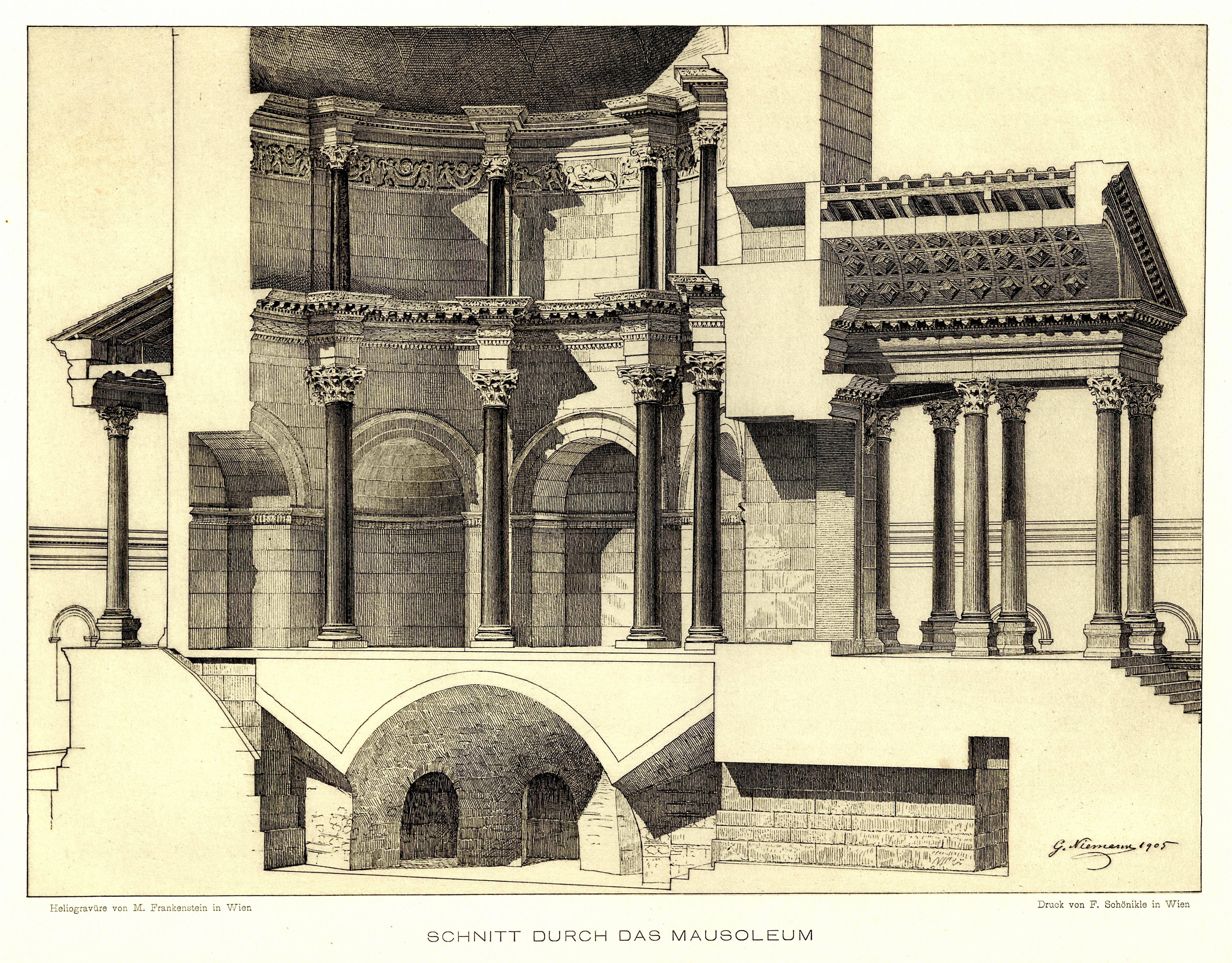
Diokletianpalast, Split, Schnitt durch Mausoleum und Vorhalle mit Steinkassettendecke